# Volledige maat
In de maattheorie, een deelgebied van de wiskunde, is een volledige maat (of preciezer gezegd een volledige maatruimte) een maatruimte, waarin elke deelverzameling van elke nulverzameling meetbaar is (dat wil zeggen een nulmaat heeft). 
Meer formeel uitgedrukt 
(X, Σ, μ)
is volledig dan en slechts dan als
{\displaystyle S\subseteq N\in \Sigma {\mbox{ en }}\mu (N)=0\implies S\in \Sigma .}

## Voorbeelden
- De Borel-maat, zoals gedefinieerd op de Borel σ-algebra, gegenereerd door de open intervallen van de reële lijn is niet volledig, en dus moet de bovenstaande vervolledigingsprocedure worden toegepast om de volledige Lebesgue-maat te definiëren.
- De n-dimensionale Lebesgue-maat is de vervollediging van het n-voudige product van de een-dimensionale Lebesgue-ruimte met zichzelf. Het is ook de vervollediging van de Borel-maat, zoals in het een-dimensionale geval.